# Tokcsong állomás
Tokcsong (Deokjeong) állomás föld feletti metróállomás a szöuli metró 1-es vonalán, 2006 óta. Egyúttal a hagyományos Kjongvon (Gyeongwon) vasútvonal állomása is.

## Viszonylatok
| 1-es vonal                                                                | 1-es vonal                         | 1-es vonal                                        |
| ------------------------------------------------------------------------- | ---------------------------------- | ------------------------------------------------- |
| Csiheng (Jihaeng) Szojoszan (Soyosan) felé                                | Kjongvon (Gyeongwon) személyvonat  | Tokkje (Deokgye) Incshon (Incheon) felé           |
| Tongducshon csungang (Dongducheon jungang) Tongducshon (Dongducheon) felé | Kjongvon (Gyeongwon) expresszvonat | Jangdzsu (Yangju) Incshon (Incheon) felé          |
| Korail                                                                    |                                    |                                                   |
| Tokkje (Deokgye) Jongszan (Yongsan) felé                                  | Kjongvon (Gyeongwon) vonal         | Csiheng (Jihaeng) Pengmagodzsi (Baengmagoji) felé |